# لوتزوراي
لوتزوراي، (بالإنجليزية: Lotzorai)‏، هي بلدية، في مقاطعة نوورو في إقليم سردينيا الإيطالي، وتقع على بعد حوالي 100 كيلومتر (62 ميل) شمال شرق كالياري، وحوالي 4 كيلومترات (2 ميل) شمال شرق تورتولو.

## السكان
في سنة 1861 بلغ عدد السكان 702 نسمة، وتطور العدد ليصل في سنة 2011 لـ 2٬151 نسمة.
يظهر هذا المخطط البياني تطور النمو السكاني لـ لوتزوراي